# 沙田圍路
沙田圍路（英語：Sha Tin Wai Road），是香港的一條行車馬路，位於新界沙田，從大老山公路（2號幹線出口4）與小瀝源路交界開始，至大涌橋路與沙燕橋交界止，西接沙田鄉事會路。

## 沿線主要交匯道路
- 小瀝源路
- 大老山公路
- 牛皮沙街
- 銀城街
- 多石街
- 沙瀝公路
- 沙田路（1號幹線出口12）
- 沙角街
- 大涌橋路
- 沙田鄉事會路(沙燕橋)

## 沿線主要建築物
- 香港駕駛學院
- 金利來集團中心
- 太古汽水廠
- 永得利大廈
- 小瀝源行動基地
- 牛皮沙村
- 愉翠苑
- 威爾斯親王醫院
- 沙田圍新村
- 花園城
- 河畔花園
- 沙角邨
- 田園閣

## 外部連結
Google Map圖片與地圖